# Ликак
Лика́к (перс. ليكك‎) — город на юго-западе Ирана, в провинции Кохгилуйе и Бойерахмед. Административный центр шахрестана Бехмеи. На 2006 год население составляло 12 226 человек.
Альтернативные названия: Ликек, Лакак, Кале-йе-Ликак, Ликак-э-Бахмани, Лиркак, Лаклак, Селаклак.

## География
Город находится в западной части Кохгилуйе и Бойерахмеда, в горной местности западного Загроса, на высоте 667 метров над уровнем моря.
Ликак расположен на расстоянии приблизительно 145 километров к северо-западу от Ясуджа, административного центра провинции и на расстоянии 535 километров к юго-западу от Тегерана, столицы страны.